# Mohamed Ben Omar
Mohamed Ben Omar (* 1. Januar 1965 in Tesker; † 3. Mai 2020 in Niamey) war ein nigrischer Politiker.

## Leben
Mohamed Ben Omar gehörte der arabischen Minderheit in Niger an. Er war ausgebildeter Historiker und arbeitete als Lehrer. Er engagierte sich im Schüler- und Studierendenverband Union des Scolaires Nigériens (USN) und als Funktionär der Lehrergewerkschaft Syndicat des Enseignants du Niger (SNEN), die Anfang der 1990er Jahre eine der treibenden Kräfte bei der Demokratisierung des Landes war. Er trat der neugegründeten Nigrischen Partei für Demokratie und Sozialismus (PNDS-Tarayya) bei. Als der Offizier Ibrahim Baré Maïnassara 1996 durch einen Militärputsch an die Macht kam, gehörte Ben Omar anfangs zu seinen Kritikern, schloss sich dann jedoch dem Lager des neuen Staatschefs und dessen Partei Bündnis für Demokratie und Fortschritt (RDP-Jama’a) an. Baré Maïnassara starb seinerseits 1999 bei einem Militärputsch, infolge dessen die demokratische Ordnung wiederhergestellt wurde. 
Der RDP-Jama’a trat in eine Koalition mit der Nationalen Bewegung der Entwicklungsgesellschaft (MNSD-Nassara) des neuen Staatspräsidenten Mamadou Tandja ein. In dessen Regierungen übernahm Mohamed Ben Omar verschiedene Ministerämter. Er wirkte von Dezember 2004 bis März 2007 unter Premierminister Hama Amadou als Minister für die Beziehungen zu den Institutionen und Regierungssprecher sowie ab Juni 2007 unter Premierminister Seini Oumarou als Kommunikationsminister und Regierungssprecher. Als Mamadou Tandja 2009 mittels einer Verfassungsänderung eine dritte Amtszeit als Staatspräsident anstrebte, gehörte Mohamed Ben Omar zu den entschiedenen Befürwortern. Während dieser beginnenden dritten Amtszeit hatte Ben Omar auch den Posten eines Vizepräsidenten der Nationalversammlung inne. Tandja wurde im Februar 2010 gestürzt. Ben Omar war in der nächsten Regierung nicht mehr vertreten.
Er wurde für den RDP-Jama’a 2011 erneut in die Nationalversammlung gewählt. Seine Partei koalierte mit dem PNDS-Tarayya, der nunmehr mit Mahamadou Issoufou den Staatspräsidenten stellte. Mohamed Ben Omar bemühte sich im RDP-Jama’a um die Nachfolge des langjährigen Parteivorsitzenden Hamid Algabid, scheiterte damit allerdings. Er gründete daraufhin 2015 eine unter seiner Leitung stehende neue politische Bewegung, die Sozialdemokratische Partei (PSD-Bassira). Diese errang bei den Parlamentswahlen von 2016 zwei Sitze in der Nationalversammlung. Staatspräsident Mahamadou Issoufou berief Ben Omar im April 2016 als Minister für Hochschulen, Forschung und Innovation in die Regierung unter Premierminister Brigi Rafini. Im April 2017 kam es zu Studentenunruhen, bei denen ein Student nach dem Einsatz von Polizeigewalt starb. Daraufhin musste Mohamed Ben Omar seine Funktion als Hochschulminister aufgeben. Durch einen Ressortwechsel mit Yahouza Sadissou wurde er nunmehr Minister für Beschäftigung, Arbeit und soziale Sicherheit.
Mohamed Ben Omar starb drei Jahre später im Alter von 55 Jahren an den Folgen einer COVID-19-Erkrankung in einem Krankenhaus. Er wurde auf dem Muslimischen Friedhof von Yantala bestattet.